# Caccia tragica
Caccia tragica è un film del 1947 diretto da Giuseppe De Santis.

## Trama
Nell'immediato dopoguerra, un camion sul quale viaggiano i novelli sposi Michele e Giovanna e il ragioniere di una cooperativa agricola, incaricato di portare in sede quattro milioni di lire, viene assalito da un manipolo di banditi. I malviventi bloccano la strada con una finta ambulanza, uccidono l'autista e il ragioniere, si impossessano del denaro e prendono in ostaggio la ragazza. Alberto, il capobanda, è un disoccupato reduce di guerra; Daniela è la sua amante, una ex collaborazionista soprannominata Lili Marlene. I contadini della cooperativa si uniscono ai carabinieri per aiutarli a catturare i malviventi. Dopo un lungo inseguimento Daniela e Alberto, trascinando con sé Giovanna, si barricano in un edificio, già sede di un comando tedesco, dove vengono accerchiati.
Il terreno intorno è stato minato dai tedeschi e Daniela vorrebbe far esplodere le mine per far strage degli assedianti. Alberto vuole impedirglielo e, dopo una colluttazione, la uccide. Giovanna è finalmente libera e Alberto, catturato dai membri della cooperativa, deve subire il loro processo. Michele infine persuade i compagni della necessità di perdonare l'uomo, vittima disperata della guerra e dei padroni sfruttatori. Un lancio di zolle di terra sulla schiena di Alberto "redime" moralmente l'uomo, che si avvia verso il proprio futuro .

## Genesi e accoglienza

### Sceneggiatura e riprese
È il lungometraggio d'esordio di Giuseppe De Santis, che lo scrisse insieme a numerosi sceneggiatori molto diversi tra loro: dallo scrittore Corrado Alvaro al teorico Umberto Barbaro, da Cesare Zavattini ai critici e futuri registi Carlo Lizzani, Gianni Puccini e Michelangelo Antonioni (che voleva dare alla nazifascista tendenze più chiaramente lesbiche).
Il film, finanziato dall’ANPI, fu girato tra il febbraio e il maggio 1946 sul Delta del Po tra le province di Ravenna e Ferrara, dove all'epoca c'erano ancora disordini e scontri tra partigiani e fascisti. Alla base non c'è un'unica storia vera, ma una serie di vicende accadute in quegli anni nella Bassa Padana e documentate da un’inchiesta del giornalista Lamberto Rem-Picci.  Per le scene di massa molte comparse furono fornite da cooperative e partiti politici di sinistra. De Santis ci teneva alla forma non meno che ai contenuti e utilizzò per le riprese anche una rudimentale gru in legno che gli permise di realizzare alcune inquadrature ispirate alle coreografie americane di Busby Berkeley (che il regista amava molto). Il film è anche ricco di piani-sequenza e di movimenti di macchina raffinati.

### Incassi
Incasso accertato a tutto il 31 dicembre 1952 £ 80.000.000

### Critica
(Enrico Giacovelli, Un secolo di cinema italiano 1900-1999, Torino, Lindau, 2002 (Vol. I. Dalle origini agli anni Sessanta.)
(Gianni Rondolino, Catalogo Bolaffi del cinema italiano 1945/1955)

### Testimonianze
Ricordava il regista che «il finale di Caccia tragica, con i contadini che giudicano e assolvono il bandito e lo invitano a reinserirsi tra loro, a distanza di tempo - con le esperienze che abbiamo fatto, con i governi che abbiamo avuto - posso considerarlo un finale utopistico. Ma lo rigirerei esattamente nello stesso modo, perché ritengo che un autore deve basare la sua creatività su un’utopia, anche se questa creatività ha l’ambizione di nascere dalla realtà. L’utopia, secondo me, fa bene agli artisti. Certo, bisogna che sia un’utopia che contenga dei valori intesi a portare avanti lo sviluppo del mondo, lo sviluppo dell’uomo, della società».

## Riconoscimenti
- 1947 – Mostra internazionale d'arte cinematografica
  - Premio della Presidenza del Consiglio dei Ministri al miglior film italiano
- 1948 – Nastro d'argento
  - Miglior regia (ex aequo con Alberto Lattuada)
  - Miglior attrice non protagonista a Vivi Gioi
- 1948 – Festival di Karlovy Vary
  - Menzione speciale per la regia